# Eriphus variegatus
Eriphus variegatus är en skalbaggsart som beskrevs av Monné och Lúcia Maria de Campos Fragoso 1996. Eriphus variegatus ingår i släktet Eriphus och familjen långhorningar. Inga underarter finns listade i Catalogue of Life.